# Phymaturus chenqueniyen
Phymaturus chenqueniyen — вид ігуаноподібних ящірок родини Liolaemidae. Ендемік Аргентини. Описаний у 2022 році.

## Поширення і екологія
Phymaturus chenqueniyen відомі з типової місцевості, розташованої в провінції Ріо-Негро. Вони живуть серед скель. Живляться рослинністю, є живородними.